# Spergo fusiformis
Spergo fusiformis é uma espécie de gastrópode do gênero Spergo, pertencente a família Raphitomidae.